# شاو (مینه‌سوتا)
شاو (به انگلیسی: Shaw) یک منطقهٔ مسکونی در ایالات متحده آمریکا است که در شهرستان سنت لوئیس، مینه‌سوتا واقع شده‌است. شاو ۱۰ نفر جمعیت دارد و ۴۲۰٫۹۳ متر بالاتر از سطح دریا واقع شده‌است.